# 卡米洛·西特
卡米洛·西特 (1843年4月17日—1903年11月16日) 是奥地利著名建筑家、画家和城市规划理论家，对欧洲城市建设规划规则的发展历程中有巨大影响。

## 生平
1843年出生并最终逝于维也纳。作为艺术史家与建筑师，曾遍历欧洲大小城镇，试图找寻其中温馨与动人因素的精髓。建筑对于他便是个人文明启示的导引。1889年发表的《遵循艺术原则的城市设计》(Der Städtebau nach seinen künstlerischen Grundsätzen)一书令他享誉盛名，此书图例博丰，论述了城市规划的主题应是围绕着经验主体的城市空间，迥异同时期规划界关注的务实卫生学的导向。西特将生成不规则形的城市结构、留空广场并饰以纪念碑或其他美学元素列为学科的重中之重。
他创立了卡米洛·西特学派(Camillo Sitte Lehranstalt)，维也纳的卡米洛·西特街(Camillo Sitte Gasse)以他命名，1904年他主编发刊了《城市设计》(Städtebau)杂志。其父弗朗兹·西特(1808–79)，其子西格弗德·西特(1876–1945)皆为建筑师。

## 《遵循艺术原则的城市设计》(1889)

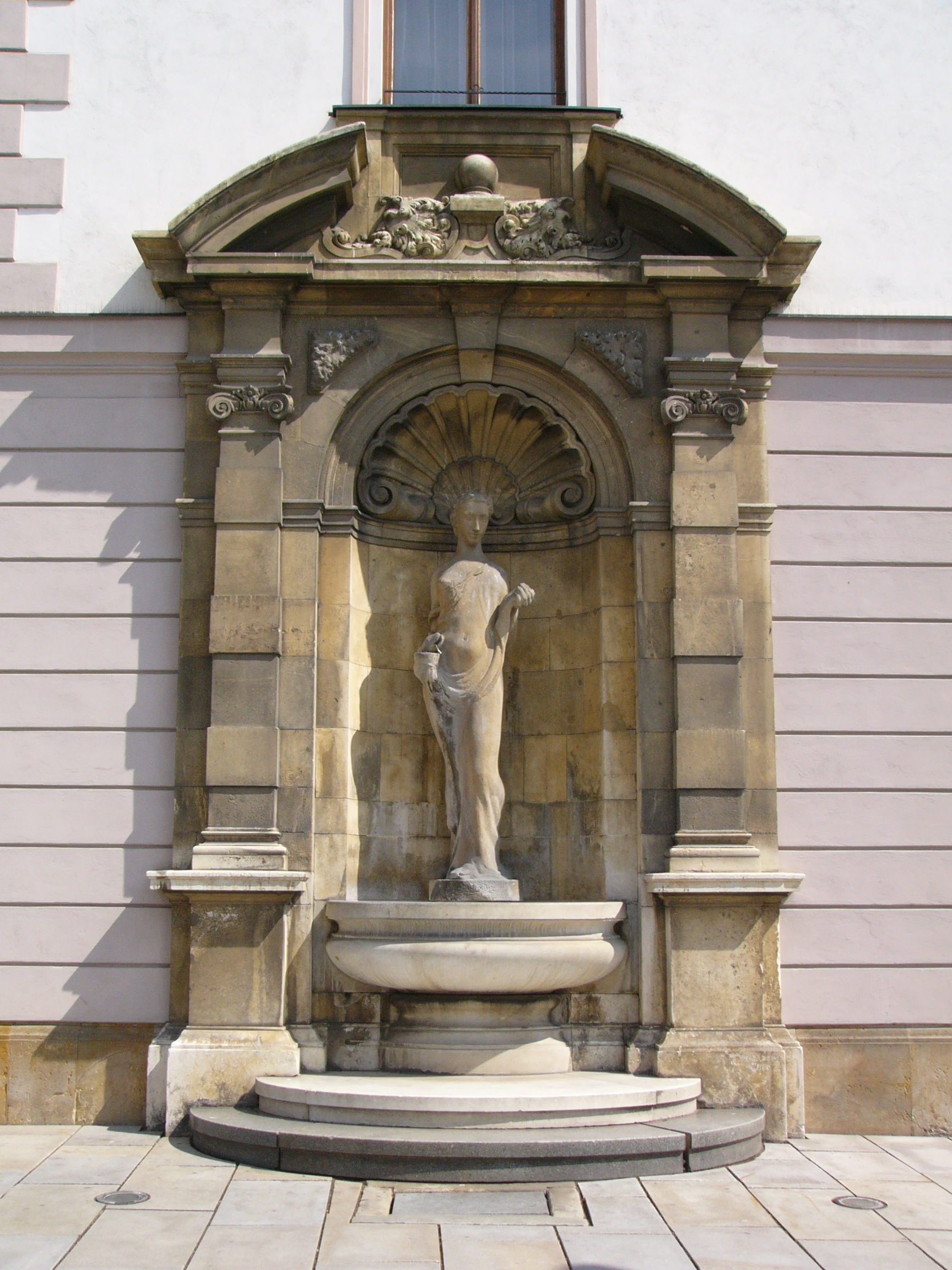
许癸厄亚之泉，奥洛穆茨 (捷克语: kašna Hygie), 卡米洛·西特设计平面图，Karel Lenhart制雕像

确切说，西特书中批判的不是某一种建筑形式，而是整个19世纪末期城市设计的审美标准。因为建筑学和城市设计两学科交织紧密，这本城市设计的理论书之影响更跨入建筑界，一出版便享有盛名，从1889到1922年再版五次之多，1902年就译入法文，英文版的翻译则迟至1945年。
西特最关注的不是某一建筑的固定形式形态，而是城市空间内在勃发而出的品质，其整体大于其内部之总和。他断言大部分城市设计者都忽略了规划的竖向维度，仅聚焦在纸平面，从而错失了有意识的美学处理手法。雅典以及其他古希腊城市空间中的广场(agora/forum)是他举出的正面例证。书中列举了大量古代城市、广场、纪念碑等等的美好来比对当代新城市中的美学无能。
他的理论被现代主义建筑运动彻底抛弃，勒·柯布西耶就有疯狂地贬低过他的著作。不过也因此，他的理论常被拿来作为对现代主义运动的批判，尤其在60年代末后现代主义运动中又被重新提起。